# Zuzanna de Bourbon
Zuzanna de Bourbon (10 maja 1491 - 28 kwietnia 1521 w Château de Châtellerault) – księżna Burbonii i Owernii od 1503 do swojej śmierci.
Zuzanna była jedyną córką Piotra II, księcia Burbonii, i Anny de Beaujeu (córki króla Francji - Ludwika XI Walezjusza i Karoliny Sabaudzkiej). Jej ojciec zaręczył ją z Karolem IV, księciem Alençon, ale po śmierci ojca - Zuzanna poślubiła swojego kuzyna - księcia Karola Bourbon-Montpensier (1490–1527), konetabla Francji. Ceremonia odbyła się 10 maja 1505 w Château du Parc-les-Moulins, a Karol został Karolem III, księciem Burbonii. Para miała trzech synów: w tym bliźniaków, ale wszyscy oni zmarli we wczesnym dzieciństwie:
- Franciszka, hrabiego Clermont-en-Beauvaisis (1517–1518),
- bliźniaki (ur. i zm. 1518).

Sama Zuzanna zmarła przed swoją matką (zm. 1522) i nie mogła odziedziczyć jej ziem, więc ostatecznie spadkobiercami Anny de Beaujeu stali się potomkowie ciotki Anny de Beaujeu – Anny de Laval. Burbonia stała się ostatecznie domeną królewską, a Owernia – przeszła w ręce kuzynki Zuzanny – Ludwiki Sabaudzkiej.